# Guimaëc
Guimaëc (bret. Gwimaeg) – miejscowość i gmina we Francji, w regionie Bretania, w departamencie Finistère.
Według danych na rok 1990 gminę zamieszkiwało 880 osób, a gęstość zaludnienia wynosiła 47 osób/km² (wśród 1269 gmin Bretanii Guimaëc plasuje się na 625. miejscu pod względem liczby ludności, natomiast pod względem powierzchni na miejscu 533.).